# Kinder auf der Flucht
Kinder auf der Flucht (Originaltitel: Which Way Home) ist ein US-amerikanischer Dokumentarfilm aus dem Jahr 2009, der sich mit Kindern und Jugendlichen auseinandersetzt, die versuchen aus Mittelamerika in die USA zu flüchten.
Der Film Kinder auf der Flucht ist ein Dokumentarfilm über Kinder, zum Teil von illegalen mittelamerikanischen Arbeitern in den USA, die versuchen in die USA zu gelangen, um dort ihre Familie zu finden oder einen Job zu ergattern. Der Film behandelt gut ein halbes Dutzend Kinder oder Geschwister aus Mexiko, Honduras, Guatemala und El Salvador, die die lange und gefährliche Reise durch Mittelamerika und in die USA auf sich nehmen, etliche scheitern, zwei sterben sogar auf der Reise.
Der Film erhielt zahlreiche Auszeichnungen, darunter den Unicef Award, mehrere Emmy Awards und weitere Preise. Außerdem wurde der Film 2010 für den Oscar in der Kategorie Bester Dokumentarfilm nominiert.